# WE ARE A ROCK FESTIVAL
『WE ARE A ROCK FESTIVAL』（ウィーアーアロックフェスティバル）は、2016年7月13日にYou'll Recordsよりリリースされたゆるめるモ!の通算5枚目のミニアルバム。

## 概要
もね、ちーぼう卒業後のメンバー4人による初の作品。ファンへの感謝を込めた3939(サンキューサンキュー)枚限定でリリースされた。
7月10日に新木場STUDIO COASTにて行われた二部制ワンマン「6'n' Roll History 〜ゆるめるモ!第１章総集編〜」の第一部終演後にリリースがサプライズ発表され、直後に会場で500枚限定で先行発売された。
ロックフェスをテーマに製作されたミニアルバム。太陽が照りつける昼間、夕暮れ、星空の下など、様々なシチュエーションの野外ステージで聴いて踊りたくなるような全7曲を収録。ロックやエレクトロ、ワールドミュージックやパンクなど多彩なサウンドを凝縮している。
リリースに伴い全国ツアー「WE ARE A ROCK FESTIVAL TOUR」を7月16日の北海道・札幌cube gardenを皮切りにスタート。ミニアルバムの通常価格が1800円であるところ、ツアー各会場では限定価格となる1000円で販売されていた。

## 収録曲
1. ギザギザフリーダム
  - 作詞：小林愛　作曲・編曲：M87

メンバー全員が演奏に参加している。担当パートはけちょん＝ドラム、しふぉん＝ベース、ようなぴ＝キーボード、あの＝ギター。[6]
間奏以降「フリーダムメロディー」を観客と合唱することが恒例となっている。歌唱前にメンバーからレクチャーが行われることが多い。
全国ツアー「WE ARE A ROCK FESTIVAL TOUR」に向けて「ギザギザフリーダム（Road To LIQUIDROOM Movie）」と題した、手渡し会などのドキュメンタリーを含むライブ映像で構成されたMVが公開された。
2. サマーボカン
  - 作詞：小林愛　作曲：田家大知・ハシダカズマ(箱庭の室内楽)　編曲：ハシダカズマ(箱庭の室内楽)

「6'n' Roll History 〜ゆるめるモ!第１章総集編〜」第二部終演後にサプライズでMVが上映された。同公演を以て卒業となったもね、ちーぼうも出演している[7]。
監督を務めた加藤マニはこの上映に際し「緊張した」とし、その理由を「余韻も何もないやん、っていう。6人ありがとう！から、すぐ4人のビデオが流れるの辛いじゃないですか。いくら、あらたなフェイズに突入するとしてもさ。頭でわかっていても、曲もすげーパラダイス感あるし。。」[8]と語り、併せてもね・ちーぼうの出演について「だからどうしても6人でてほしかったからお願いした。4人の曲だから、ずーっと6人出るのはおかしいってことはわかるから最後の一瞬でいいんだけど、6人の時代と、4人の時代の間のビデオにしたかったんです。」[9]とその理由を明かしている。
MVの終盤、グループに残るメンバー4人が乗り込んだ電車からもねとちーぼうが降りてくるシーンがあり、このあと電車が進む方向ともね・ちーぼうが歩き出す方向が同じになっている。加藤はこの演出について「下手したら一番こだわった」とし、「同じ向きに進んでるんです。スピードは関係ないんだ。応援してます」とコメントを残した[10]。
MVには当時グループのマネージャーであり、現在劇団鹿殺しの研究生である加藤真弓が出演している。ゆるめるモ!のMVには関係者が(演技経験の有無にかかわらず)出演することが多いが、本作は加藤の唯一の出演作である。
3. SUN SUN SUN
  - 作詞：小林愛　作曲・編曲：ハシダカズマ(箱庭の室内楽)

ワールドミュージックを取り入れた楽曲。
ライブではイントロやサビで観客との大合唱となるほか、メンバーがシェイカーを持ってパフォーマンスを行う。
4. めんどいしんどいPUNKするか
  - 作詞：小林愛　作曲・編曲：田家大知

プロデューサーの田家によるパンク・ロック楽曲。MVが製作されており、その監督も田家が務めている。
歌詞中の「TO BE OR NOT TO BE」はウィリアム・シェイクスピアの戯曲ハムレットの有名な台詞である。
5. はみだしパラダイス
  - 作詞：田家大知・小林愛　作曲：田家大知・松坂康司　編曲：松坂康司

歌詞中に本作のリリース枚数の由来となっている「サンキュウ　サンキュウ」が繰り返し登場する。
luteにてMVが公開されており、YouTubeの360°動画機能を利用した世界初のマルチエンディング仕様の「はみ出しミュージックビデオ」となっている[11]。視聴者自身がスマートフォンを動かすことで視点を変えることができ[12]、それによってストーリーを選択をしていくもので[13]、エンディングが多数存在するほかロンドンブーツ1号2号の田村淳、南海キャンディーズの山里亮太、ギターウルフのセイジ、POLYSICSのハヤシもゲスト出演している[11]。また、英語版も存在する。
MVの見方や遊び方がわからない人向けに、メンバーのしふぉんによる解説動画が公開された。[14]
このMVは音楽旅番組「3MC1Porsche」などを手掛ける制作会社アバンクが制作。クリエイティブディレクターをハシダカズマ(箱庭の室内楽)、ディレクターをバームクーヘンの林徹太郎、脚本を小林愛が担当している。[15]
6. ゆるビスタ！
  - 作詞：田家大知・小林愛　作曲：田家大知・松坂康司　編曲：松坂康司

タイトルは「You'll Be A Star!」の意である。
ようなぴがアルバムの中で好きな曲として挙げている[16]。また、自身のTwitterにて「みんなで踊ろう！ゆるめるモ！の #ゆるビスタ」と題した振付講座動画を掲載した[17]。
7. ナイトハイキング
  - 作詞：小林愛　作曲・編曲：ハシダカズマ(箱庭の室内楽)

メンバーの間で人気の高い曲で、リリース時のインタビューではようなぴ以外の3人全員がこの曲を好きな曲に挙げている。[16]
ライブにおける定番曲となっており、2017年現在「Only You」「id アイドル」に次いで披露回数が多い。
「WE ARE A ROCKFESTIVAL TOUR FINEAL -Return to ZERO-」ではメンバーによる生演奏で披露された。